# كلايسون فييرا
كلايسون هنريكي دا سيلفا فييرا (بالبرتغالية: Clayson Henrique da Silva Vieira‏) (19 مارس 1995 في البرازيل - ) هو لاعب كرة قدم برازيلي في مركز الجناح لعب سابقاً في نادي الفيصلي السعودي.

## روابط خارجية
- كلايسون فييرا على موقع رابطة كرة القدم اليابانية للمحترفين (اليابانية)
- كلايسون فييرا على موقع قاعدة بيانات كرة القدم.إي يو (الإنجليزية)
- كلايسون فييرا على موقع Soccerway.com (الإنجليزية)
- كلايسون فييرا على موقع عالم كرة القدم.نت (الإنجليزية)